# Schoren (Dornbirn)
Schoren (česky „Škrabky“) je 6. obvod města Dornbirn v západorakouské spolkové zemi Vorarlbersko. Oficiálně vznikl spolu s obvodem Rohrbach teprve v roce 1994. Do té doby bylo celé jeho území součástí obvodu Hatlerdorf. Dnes má Schoren celkem 5 638 obyvatel (stav k roku 2012).

## Poloha
Obvod sdílí oblast jižně od řeky Dornbirner Ach spolu s „mateřským" obvodem Hatlerdorf. Hranice mezi oběma čtvrtěmi vedou zhruba podél ulic Egeten, Bäumlegasse a Erlgrund přes obytné oblasti, které jsou někdy velmi hustě zastavěné.

## Název
Původ místního jména Schoren je s největší pravděpodobností odvozen od výrazu „Schore“, kterým byla označována škrabka používaná po povodních k odstraňování bahna z koryta řeky Dornbirner Ach. Poloha obvodu na levém břehu Dornbirner Ach a tedy skutečnost, že tyto oblasti bývaly ještě před výstavbou zpevněných břehů ve 30. letech 19. století postihovány povodněmi, nahrává závěru, že právě toto zařízení na odstraňování kalů bylo důvodem ke vzniku názvu. 
Název obvodu Schoren je v němčině zapisován s určitým členem mužského rodu jako Der Schoren, místní odkazy na okres jsou proto s předložkou im (in dem Schoren).

## Infrastruktura

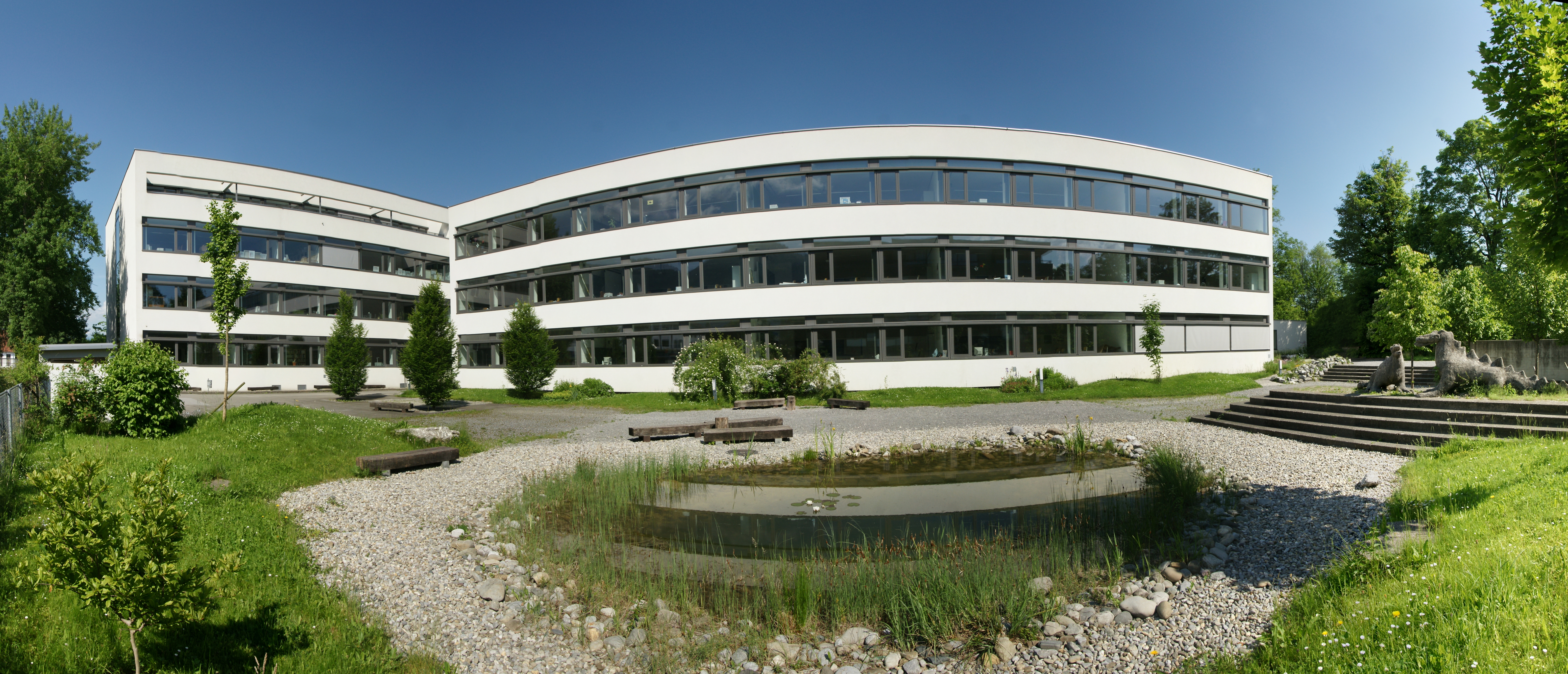
Spolkové reálné gymázium Dornbirn-Schoren

### Veřejné instituce
V Schoren sídlí poměrně velké množství veřejných institucí. Bývalé městské pozemky podél řeky Dornbirner Ach byly využity jako prostor pro nová zařízení, jako jsou např. Dům s pečovatelskou službou Höchsterstraße (dříve Domov pro seniory), nový dobytčí trh, Spolkové reálné gymázium Dornbirn-Schoren, ORF - zemské studio Vorarlbersko, umělá ledová plocha, Domov důchodců Birkenwiese, stadion Birkenwiese, Zemská sportovní škola a Vyšší technický institut Dornbirn. V obvodu se nachází i veletržní areál se stadionem, Messepark. Na západ od dálnice A 14 je stanoviště dálniční policie, která je zodpovědná za dalniční provoz v celém údolí Alpského Rýna.

### Ekonomika
Ekonomickým centrem obvodu je oblast kolem výstaviště a dálničního sjezdu Dornbirn West. Nachází se zde největší nákupní centrum ve Vorarlbersku, Messepark. Kromě tohoto veletržního parku zde sídlí pobočky značek Kika, Obi, Metro, hotel Four Points by Sheraton (v budově Panoramahaus Dornbirn) a řada dalších společností.

### Doprava
Obvodem prochází silnice Lustenauerstraße (L 204) a dálnice A 14 s křižovatkou č. 18 Dornbirn West (do února 2022 Dornbirn-Süd). Železniční zastávka ÖBB Dornbirn-Schoren se nachází poblíž ulice Höchsterstraße (Werbenstraße). V roce 2007 byla u příležitosti Světové gymnaestrády rozšířena a zmodernizována. Zastavují na ní vlaky vorarlberské S-Bahn.

### Sport
V Schoren je mnoho sportovních zařízení. Na Höchsterstraße se nachází stadion Birkenwiese (fotbal a atletika), zemská sportovní škola, dva tenisové kurty, několik jezdeckých stájí, fitness hřiště a jižní část dornbirnských značených běžeckých tras. V areálu výstaviště je několik tréninkových a soutěžních prostor pro různé sporty, které využívá i sportovní gymnázium. Stadion v Messeparku je víceúčelová hala, která je primárně využívána jako ledová plocha, ale je vhodná i pro další sporty jako je házená nebo sálový fotbal.

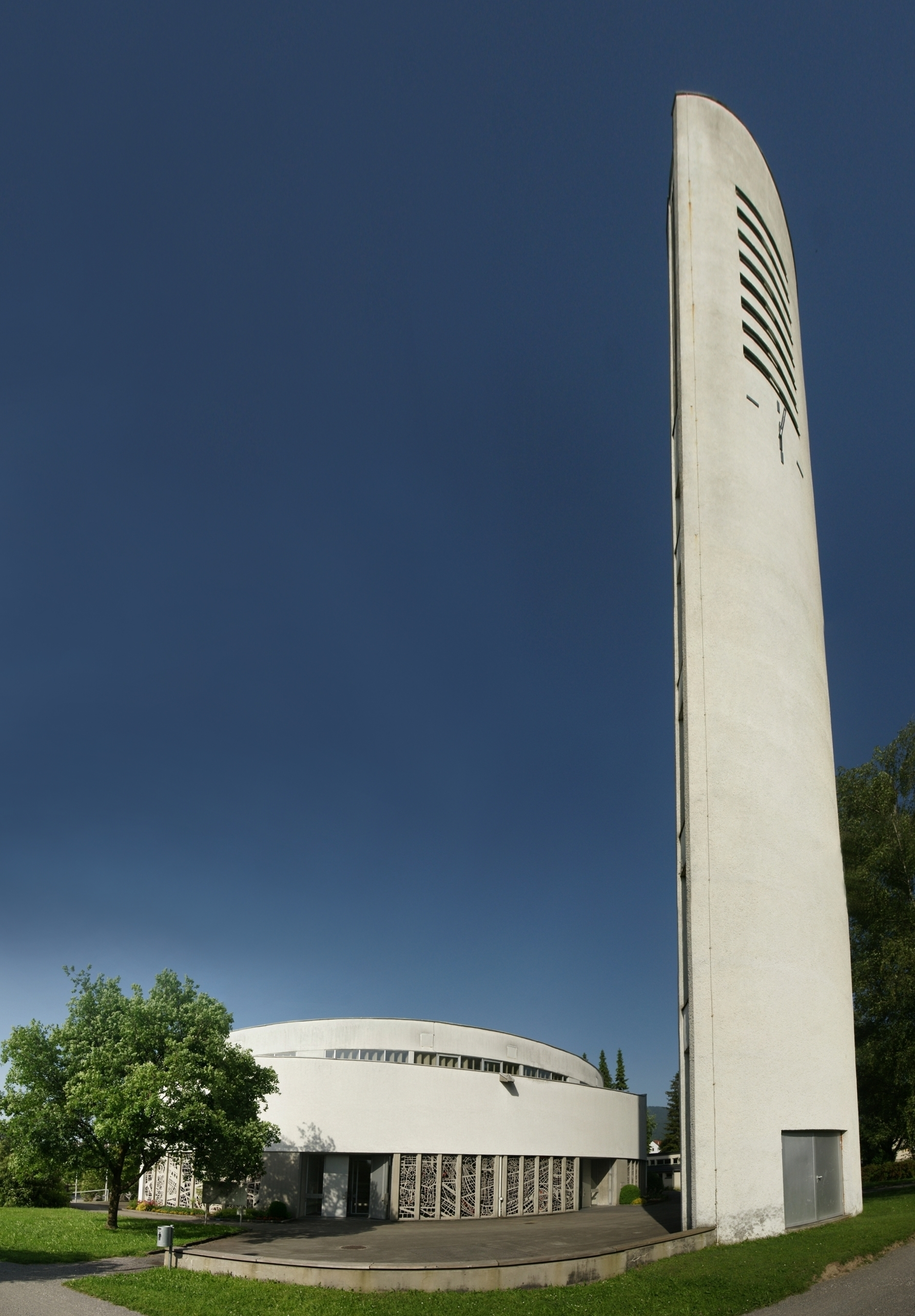
Farní kostel sv. bratra Klause

### Kostel
Farní kostel sv. bratra Klause, zasvěcený Mikuláši z Flüe, má elipsovitý půdorys s vysokými okenními zdmi, připojenou křtitelnicí, samostatně stojící věž a okna z betonového skla od Martina Häusleho. Schoren se oddělil od farnosti Hatlerdorf v roce 1965, kdy se stal samostatnou pastorační službou skrze farní vikariát Bratra Klause.

## Galerie

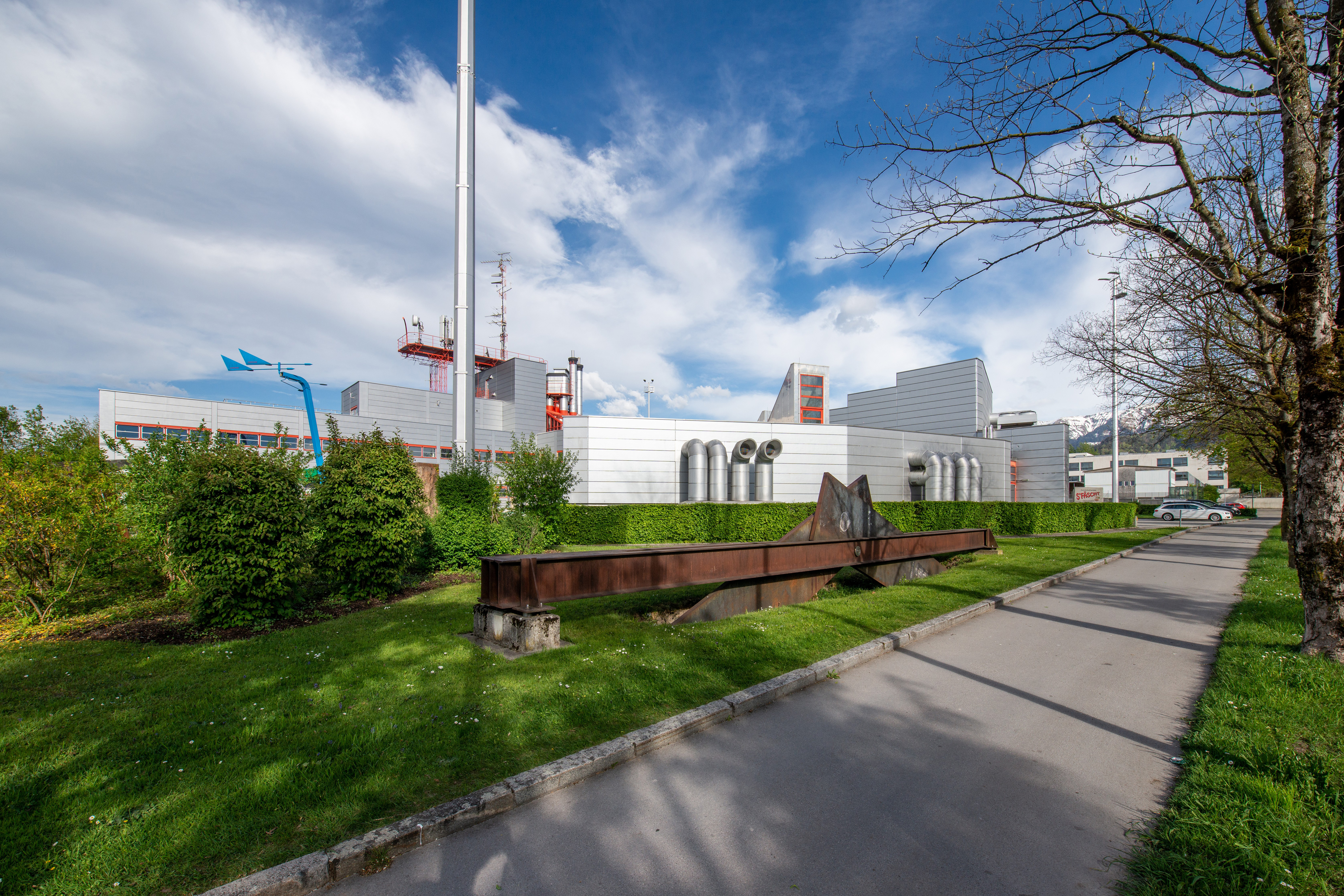
ORF regionální studio Vorarlbersko
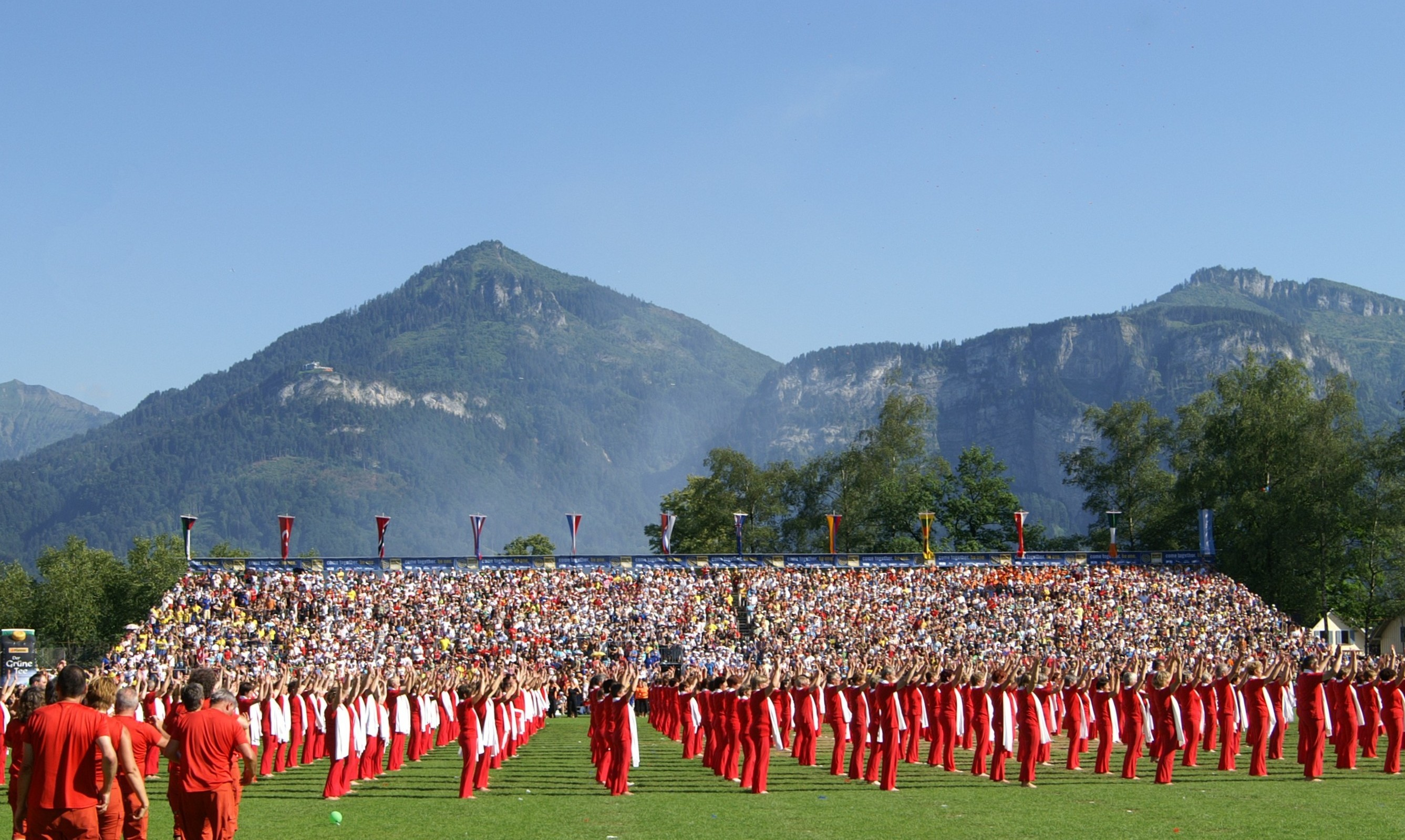
Stadion Birkenwiese v průběhu Světové gymnaestrády v roce 2007
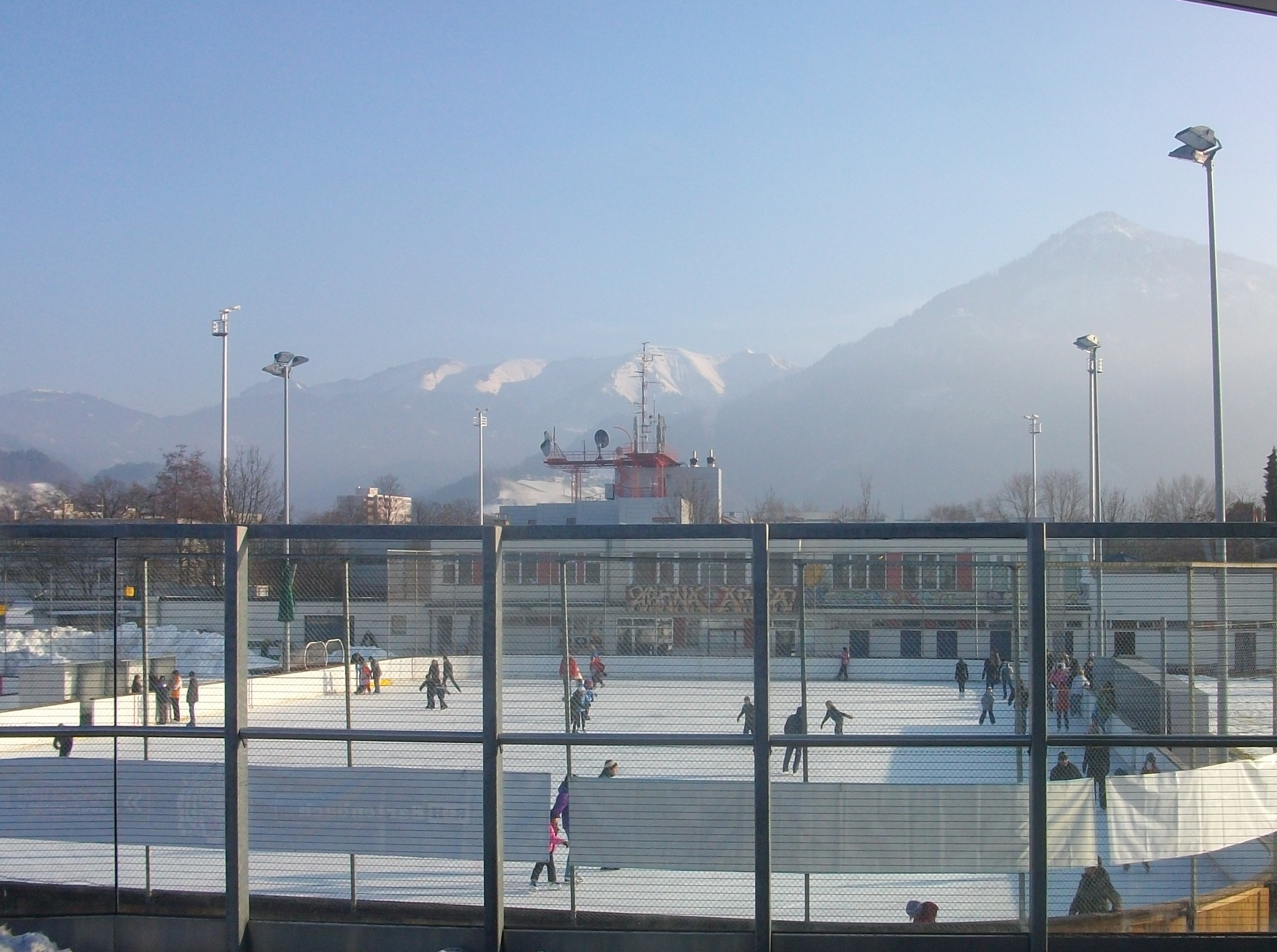
Ledové kluziště
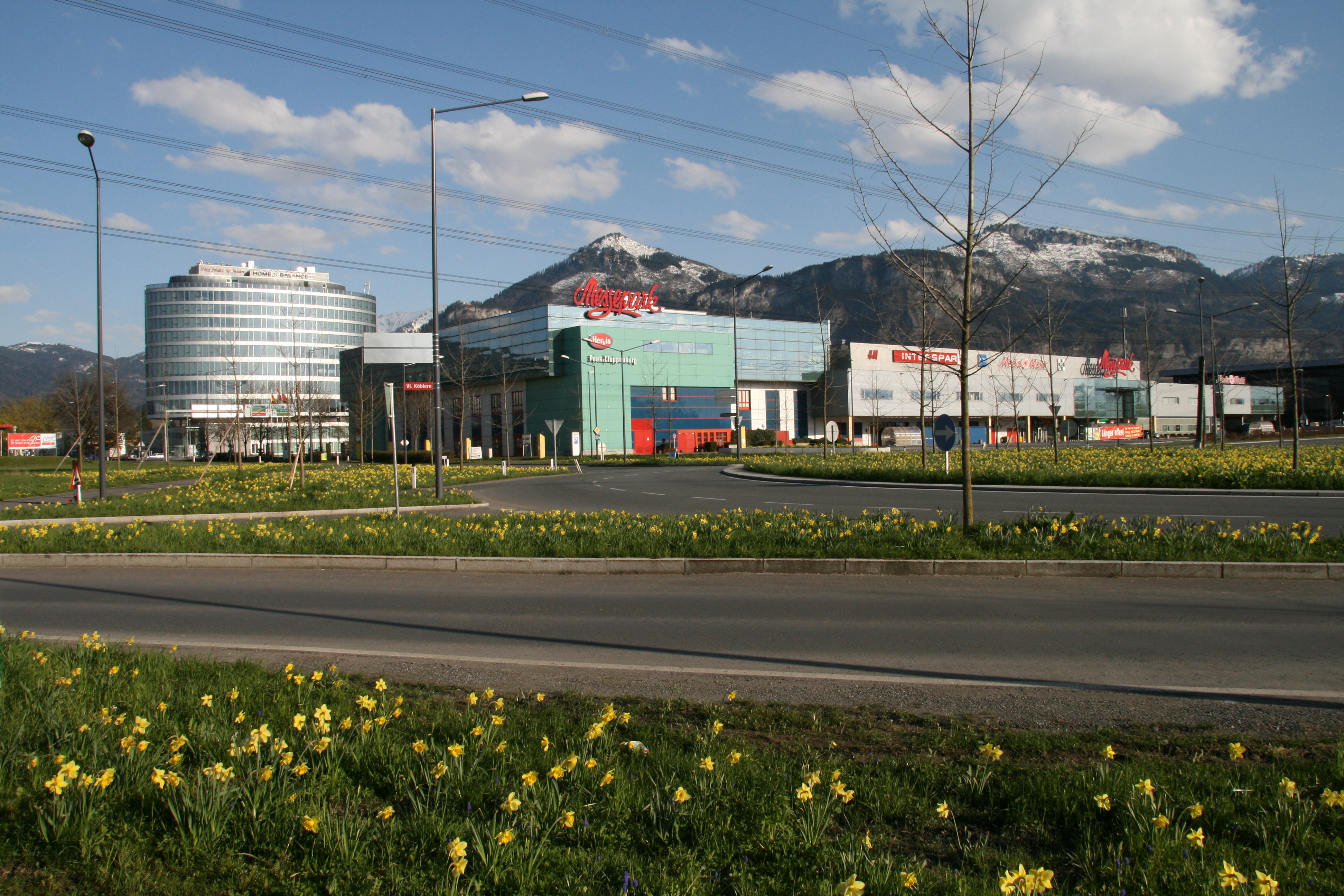
Oblast výstaviště Messepark u dálničního sjezdu Dornbirn-West